# Фрауенкірхен
Фрауенкірхен (нім. Frauenkirchen) — місто округу Нойзідль-ам-Зее у землі Бургенланд, Австрія.
Фрауенкірхен займає площу 31,9 км². Громада налічує 2830 мешканців.
Густота населення 89/км².
|                                       |
| Фрауенкірхен на мапі округу та землі. |

 Адреса управління громади: 7132 Frauenkirchen.

## Демографія
Історична динаміка населення міста за даними сайту Statistik Austria

## Галерея

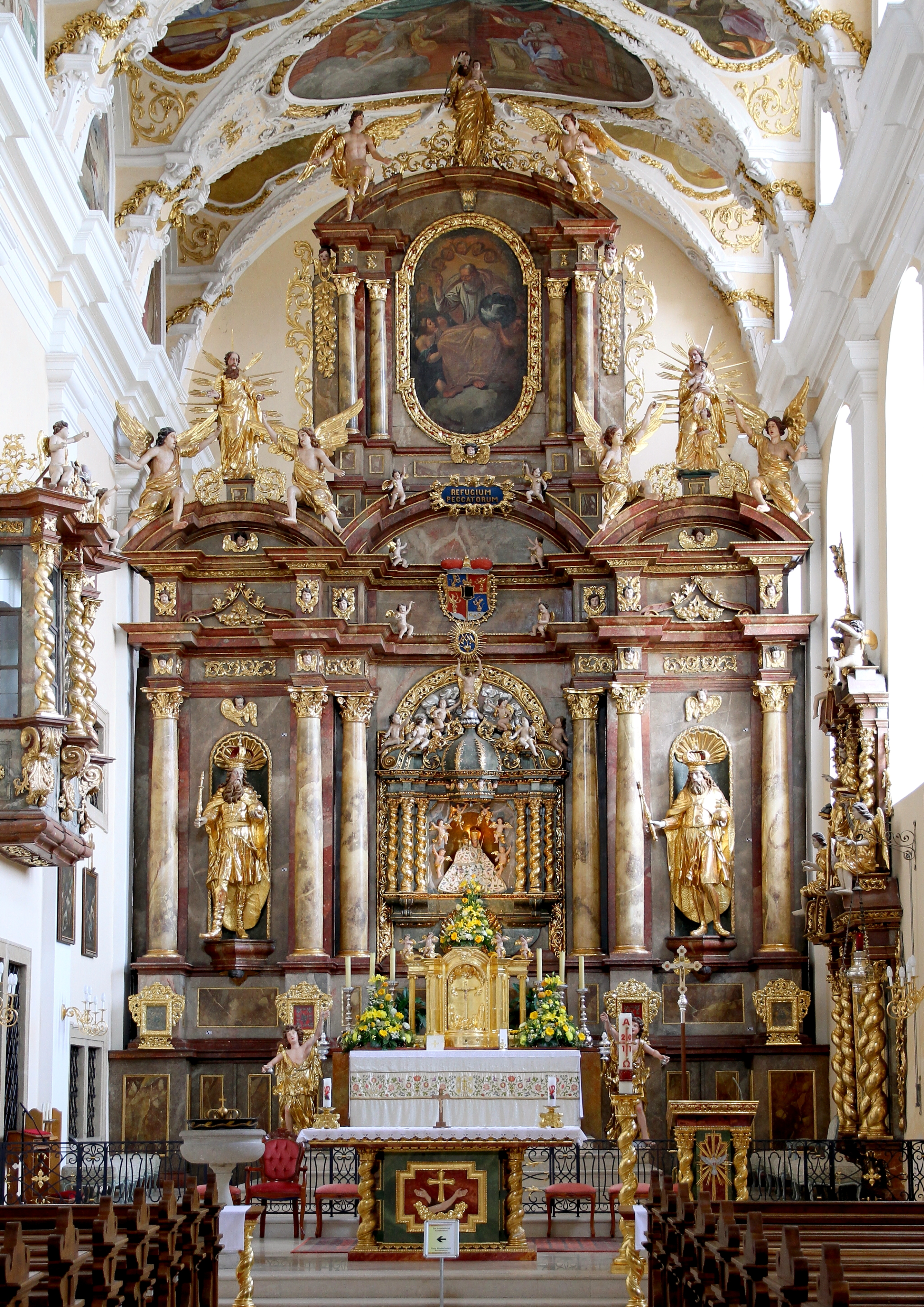
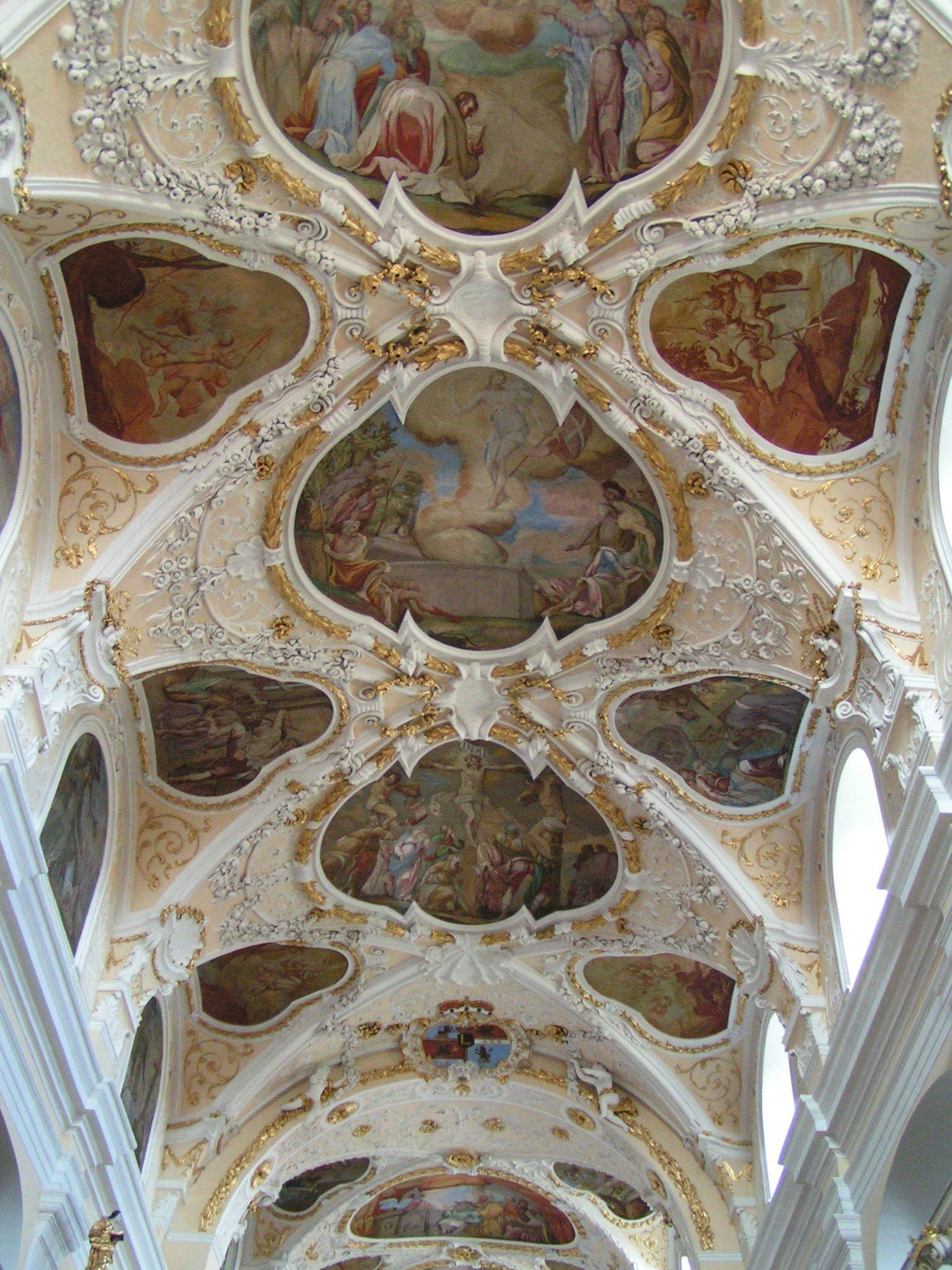
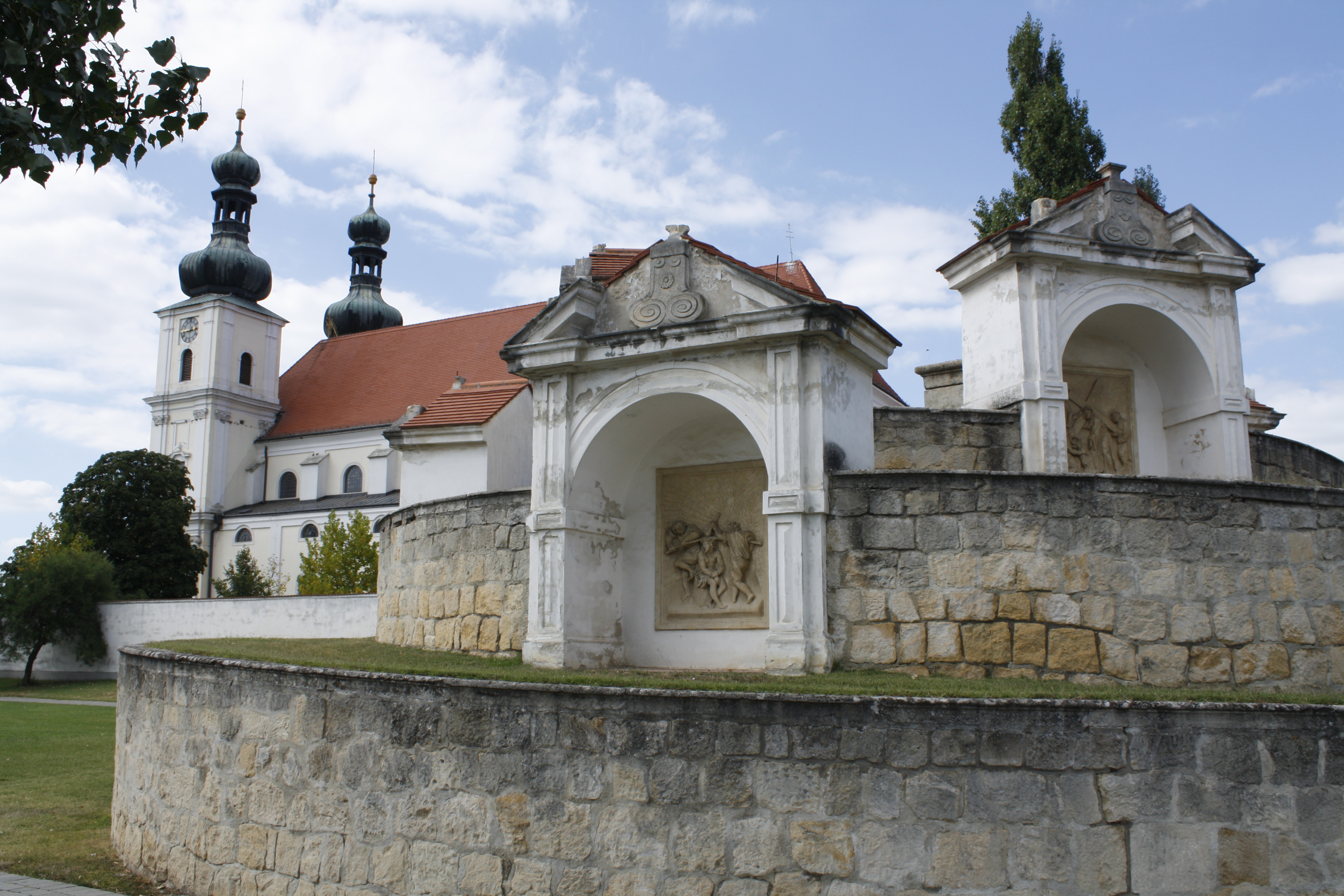

## Уродженці
- Міхай Мошоньї (1815—1870) — угорський композитор, музичний критик і педагог.